# Möckern, Thüringen
Möckern är en kommun och ort i Saale-Holzland-Kreis i förbundslandet Thüringen i Tyskland.
Kommunen ingår i förvaltningsgemenskapen Stadtroda tillsammans med kommunerna Ruttersdorf-Lotschen och Stadtroda.